# Zeschwitz (Leisnig)
Zeschwitz ist ein Ortsteil der Stadt Leisnig im Landkreis Mittelsachsen. 2011 hatte der Ortsteil 17 Einwohner. 1936 wurde er nach Görnitz eingemeindet, 1950 gehörte er zu Polkenberg, 1999 zu Bockelwitz, 2012 ging er mit diesem nach Leisnig.

## Geschichte
Das Dorf Zeschwitz ist sorbischen Ursprungs, erkennbar an der Tatsache, dass es noch 1564 Frondienste im Vorwerk Tragnitz zu leisten hatte.
1228 war Otto de Zeczewiz Zeuge für Bgf. Siegfried von Leisnig. 1265 war H. de Schezvwiz Zeuge für Bgf. Albero von Leisnig. 1290 schenkte Otto de Scecewyzc, wohnhaft in Gorschmitz, sein Allod in Gorschmitz an Kloster Buch, Zeugen sind seine drei Neffen Gelfratus, Otto & Heinricus fratres dicti de Scecewyzc, die an der Auflassung beteiligt waren. 1361 übertrugen die Burggrafen von Leisnig dem Kloster Buch das Dorf Zeschwitz, aufgelassen und verkauft von Heinrich und Friedrich Marschalk von Mockritz. Zeuge ist u. a. Nykil von zcezcuwicz.
1378 hatte Zeschwitz jährlich 8 Scheffel Korn und dasselbe in Hafer, dazu ein Küchenrind, an das castrum Leisnig zu liefern. 1548 nennt das Amtserbbuch von Kloster Buch zu Zeschwitz „5 besessene Mann, darunter 3 Anspanner, die sind alle dem Kloster Buch lehen- und zinsbar“ mit 8 Hufen. Das Obergericht gehörte ins Amt Leisnig, das Erbgericht ins Amt Kloster Buch.
Der Ort war anfangs nach der Matthäi-Kirche Leisnig gepfarrt, 1286 wurde er nach Altleisnig gewiesen, 1306 nach Bockelwitz, nach der Reformation nach Tragnitz.